# Otolit
En otolit (af græsk οτο-, oto-, øre + λιθος, lithos, sten), benævnes også øresten eller statolit, er en dannelse af calciumkarbonat i buegangene i det indre øre hos flere hvirveldyr. Otoliter tjener til at registrere både tyngdekraftens retning og acceleration og kan således hjælpe dyret med at holde balancen. Otoliter hos fisk kan vise årringe, og kan derfor bruges til at bestemme alderen på et individ. Hos mennesket er otoliterne mikroskopiske korn. 
Lignende dannelser kan findes hos andre dyregrupper f.eks. hos bløddyrene.